# Antropocoria
La antropocoria hace referencia al traslado de organismos vivos por parte de humanos. El término antropocoria proviene de la unión de -àntropo (del griego -άνϑρωπος, ἄνϑρωπος «hombre») y -corìa (del tema del griego χωρέω «moverse, esparcirse»). La antropocoria implica el traslado de especies, de manera voluntaria o involuntaria, debido a las actividades humanas. Es un término relacionado con los de dispersión biológica, zoocoria (dispersión por medio de animales), anemocoria (dispersión por el viento), hidrocoria (dispersión por medios acuosos como ríos y corrientes marinas y olas) y autocoria (dispersión por gravedad). A su vez, tiene similitudes con hemerocoria, que hace referencia al traslado de una especie por los humanos, que luego tiene la capacidad de mantenerse en el ecosostema sin necesidad de asistencia. El término es muy usado en la botánica. No obstante, es aplicable también para el traslado de especies animales y otros tipos de organismos, que pueden ocasionar invasiones biológicas.

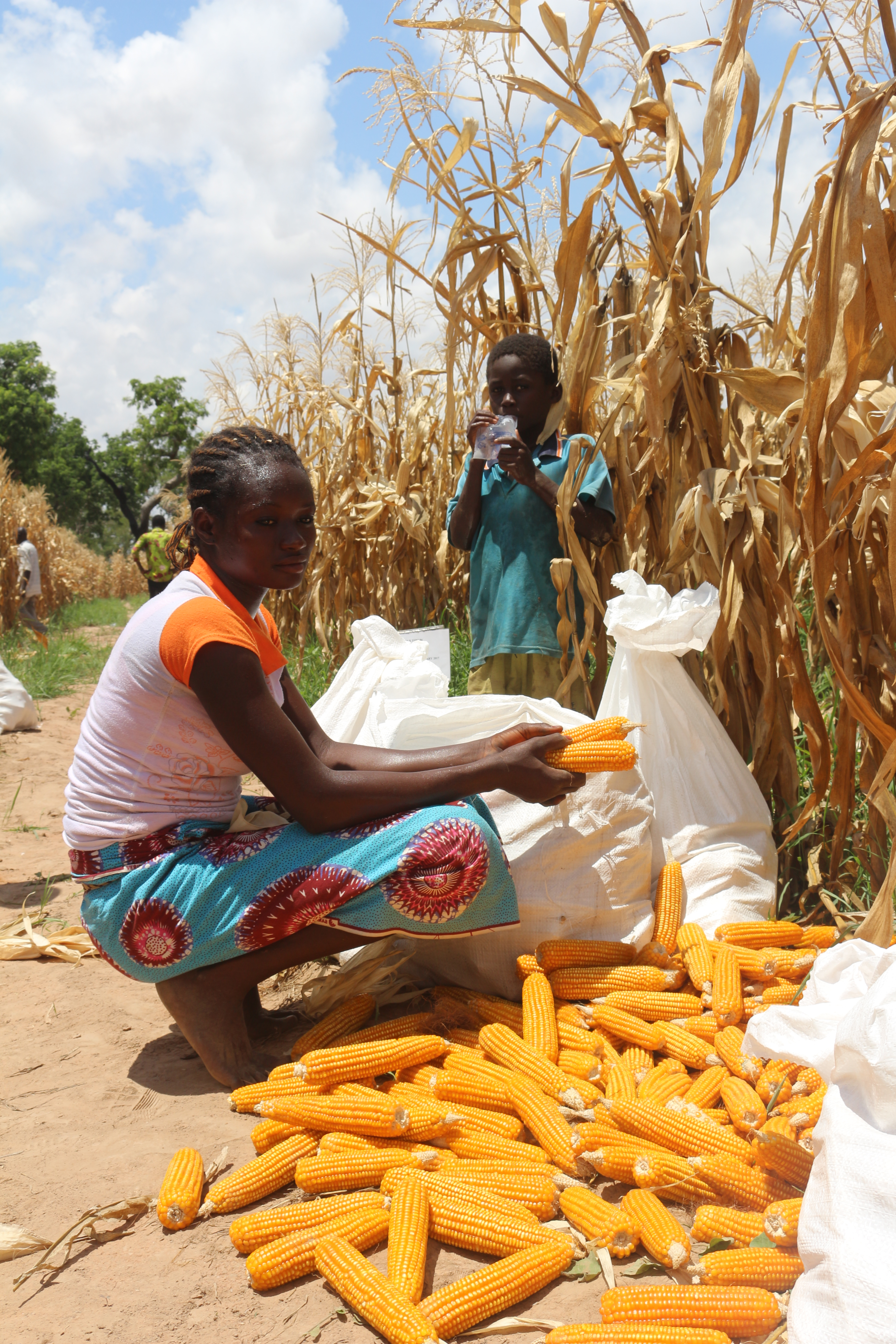
Mujer cosechando maíz en Ghana, África.

## Algunos ejemplos de antropocoria
Pueden citarse como ejemplos los múltiples cultivos de plantas comestibles, que precisaron el traslado de especies entre continentes, como la papa, originaria del altiplano de Perú, el maíz, de Mesoamérica, y muchos otros, que hoy en día se cultivan en todo el mundo. El trigo, originario de la antigua Mesopotamia, es otro ejemplo de antropocoria, lo mismo que las vacas, los cerdos y otros animales de cría. En el caso del transporte de animales por parte de humanos, se destacan aquellos que en el ecosistema de destino es afectado por la presencia de la especie, que desplaza a especies nativas y puede producir daños materiales (económicos). Por ejemplo, la introducción del mejillón dorado (Limnoperna fortunei), originario del sudeste de Asia, en América del Sur, ha ocasionado el desplazamiento de especies nativas y enormes costos económidos debido a que por su hábito de vida, que se fija a sustratos duros, coloniza toma de agua para refrigeración de industrias y las infraestructuras de las represas hidroeléctricas entre otros.